# مجلس وزراء تايلاند
مجلس الوزراء التايلاندي أو مجلس الوزراء التايلاندي (بالتايلندية: คณะรัฐมนตรี)‏ هو هيئة مكونة من خمسة وثلاثين من كبار أعضاء حكومة مملكة تايلاند. مجلس الوزراء هو الجهاز الرئيسي للسلطة التنفيذية للحكومة التايلاندية، ويتم ترشيح أعضاء مجلس الوزراء من قبل رئيس الوزراء ويتم تعيينهم رسميًا من قبل ملك تايلاند. معظم الأعضاء هم رؤساء إدارات حكومية بلقب «وزير الدولة» (بالتايلندية: รัฐมนตรี)‏. يرأس مجلس الوزراء رئيس وزراء تايلاند. غالبًا ما يُطلق على مجلس الوزراء بشكل جماعي «الحكومة» أو «الحكومة الملكية التايلاندية».
| الوزارة / المنصب               | الوزارة / المنصب                              | شاغل المنصب            | شاغل المنصب |
| ------------------------------ | --------------------------------------------- | ---------------------- | ----------- |
|                                | رئيس الوزراء                                  | برايوت تشان أو تشا     |             |
| نواب رئيس الوزراء              | أنوتين تشارنفيراكول                           |                        |             |
| نواب رئيس الوزراء              | دون برامودويناي                               |                        |             |
| نواب رئيس الوزراء              | جورين لاكساناويست                             |                        |             |
| نواب رئيس الوزراء              | براويت وونجسوان                               |                        |             |
| نواب رئيس الوزراء              | سوبتانابونغ بنميشا                            | -                      |             |
| نواب رئيس الوزراء              | ويسانو                                        |                        |             |
| وزير ديوان رئيس الوزراء        | أنوتشا ناكاساي                                |                        |             |
|                                | وزير الزراعة والتعاونيات                      | تشاليرمتشاي سري أون    |             |
| نواب وزراء الزراعة والتعاونيات | -                                             | -                      |             |
| نواب وزراء الزراعة والتعاونيات | برابات بوثاسوثون                              | -                      |             |
|                                | وزير التجارة                                  | جورين لاكساناويست      |             |
| نائب وزير التجارة              |                                               | -                      |             |
|                                | وزير الثقافة                                  | إيثيفول خونبلويم       |             |
|                                | وزير الدفاع                                   | برايوت تشان أو تشا     |             |
| نائب وزير الدفاع               | تشيتشان تشانجمونجكول                          | -                      |             |
|                                | وزير الاقتصاد الرقمي والمجتمع                 | تشايوت ثاناكامانورسون  | -           |
|                                | وزير التربية                                  | ترينوش ثينثونج         | -           |
| نواب وزراء التربية والتعليم    | كالايا سوفونبانيش                             |                        |             |
| نواب وزراء التربية والتعليم    | كانوي وصفصاف                                  | -                      |             |
|                                | وزير الطاقة                                   | سوبتانابونغ بنميشا     | -           |
|                                | وزير المالية                                  | أرخوم تيرمبيتايابايسيث |             |
| نائب وزير المالية              | سانتي برومفات                                 | -                      |             |
|                                | وزير الخارجية                                 | دون برامودويناي        |             |
|                                | وزير التعليم العالي والعلوم والبحوث والابتكار | أنيك لاوثاماتاس        | -           |
|                                | وزير الصناعة                                  | سوريا جونجرونغريانغكيت |             |
|                                | وزير الداخلية                                 | أنوبونغ باوتشيندا      |             |
| نواب وزير الداخلية             | نيبون بونياماني                               | -                      |             |
| نواب وزير الداخلية             | -                                             | -                      |             |
|                                | وزير العدل                                    | سومساك تيبسوثين        | -           |
|                                | وزير العمل                                    | سوكارت تشومكلين        | -           |
|                                | وزير الموارد الطبيعية والبيئة                 | فاراوت سيلبا أرتشا     |             |
|                                | وزير الصحة العامة                             | أنوتين تشارنفيراكول    |             |
| نائب وزير الصحة العامة         | كفى بيتوتاشا                                  | -                      |             |
|                                | وزير التنمية الاجتماعية والأمن البشري         | جوتي كريريكش           |             |
|                                | وزير السياحة والرياضة                         | بيبات راتشاكيتبراكارن  | -           |
|                                | وزير النقل                                    | ساكسايام شيدشوب        | -           |
| نواب وزير النقل                | -                                             | -                      |             |
| نواب وزير النقل                | أثيرات راتاناسيت                              |                        |             |

## أنظر أيضا
- رئيس وزراء تايلاند
- ملك تايلاند

## وصلات خارجية
- دستور عام 2007 لمملكة تايلاند: دستور تايلاند لعام 2007
- صفحة الويب الرسمية
- الحكومة التايلاندية - إعلان مجلس الوزراء
- بي بي سي - مجلس الوزراء التايلاندي بعد الانقلاب يؤدي اليمين الدستورية (2006)